# Лейси Харт
Лейси Харт (на английски: Lacie Heart) е артистичен псевдоним на американската порнографска актриса Британи Розентал (Brittany Rosenthal).

## Биография
Лейси Харт е родена на 22 август 1986 г. в Санта Барбара, щата Калифорния, САЩ. Израства в ранчо в Темпълтън, Калифорния, и учи балет.

### Кариера
Дебютира като актриса в порнографската индустрия през 2005 г., на 19-годишна възраст.
Най-напред тя започва да танцува в аматьорските нощи в стриптийз клуб в Канога парк. Там, през август 2005 г., се среща с агента Дерек Хей от агенцията „Ел Ей директ моделс“. Нейната първа поява пред камера е в секс сцена за „Фентъзи Уош“ с партньор Джак Венес, който я въвежда в бизнеса с филми за възрастни. През януари на 2006 г. Харт подписва договор с компанията „Вивид“, с която работи в продължение на почти една година.
Участва в конкурса на Джена Джеймисън за американска секс звезда и достига до неговия финал.
Лейси Харт напуска „Вивид“, тъй като има интимна връзка с порнографския актьор Скот Нейлс и желае да снима порно само с него.
През декември 2006 г. подписва ексклузивен договор с компанията „Диджитъл плейграунд“.

## Награди и номинации
Носителка на награди
- 2006: Temptation награда за тийнейджърка съблазнителка.[6]

Номинации за награди
- 2007: Номинация за AVN награда за най-добра нова звезда.[7][8]
- 2007: Номинация за AVN награда за най-добра орална секс сцена (видео) – (с Антон Мичъл) – „Roughed Up“.[7][8]
- 2008: Номинация за AVN награда за най-добра секс сцена с тройка.[8]